# Ptychadena anchietae
Ptychadena anchietae és una espècie de granota que viu a Angola, Botswana, República del Congo, República del Congo, Djibouti, Eritrea, Etiòpia, Kenya, Malawi, Moçambic, Namíbia, Somàlia, Sud-àfrica, el Sudan, Eswatini, Tanzània, Uganda, Zàmbia, Zimbàbue i, possiblement també, a Burundi i Ruanda.
Està amenaçada d'extinció per la pèrdua del seu hàbitat natural.